# 胡榮 (成化甲辰進士)
胡榮（15世紀—16世紀），字茂之，號鳳岡，四川成都府井研縣人，明朝政治人物。

## 生平
胡榮是成化十三年（1477年）丁酉科四川鄉試舉人，二十年（1484年）成進士，獲授刑部主事，處理刑務明恕，弘治元年（1488年）因為刑部尚書何喬新誤在齋戒日上奏刑事而與丁哲被關入錦衣獄，贖杖後回復原職；七年（1494年）自刑部員外郎陞為雲南按察司管督銀礦僉事，在任六年撫慰苗有民方，到十五年（1502年）因為不謹遭勒令冠帶閒住，死後入祀鄉賢祠。

## 引用
1. 1 2  嘉慶《井研縣志·卷八·士女志》：胡榮，字茂之，號鳳岡，成化進士，初任主事，恤刑明恕，陞雲南管督銀礦僉事，事六年撫慰有方，民苗感德，歸傳《禮經》於邑，入鄉賢祠。
2. ↑  嘉慶《井研縣志·卷七·選舉志》：進士……明成化時二人 胡榮 甲辰進士，初任主事，恤刑明恕，入鄉賢祠，見人物志……舉人……明成化時四人……胡榮 丁酉科，登進士
3. ↑  《明孝宗敬皇帝實錄·卷十七》：（弘治元年八月丁未）刑部尚書何喬新、左侍郎程宗誤於齋戒日奏刑名事，有旨令陳狀，皆自引罪。　上宥之，郎中趙琮等停俸兩月，主事丁哲、胡榮下錦衣獄鞠之，贖杖還職。
4. ↑  《明孝宗敬皇帝實錄·卷九十一》：（弘治七年八月）庚午陞刑部員外郎胡榮為雲南按察司僉事。
5. ↑  《明孝宗敬皇帝實錄·卷一百八十三》：（弘治十五年正月乙未）吏部會同都察院考察天下，諸司來朝，并在任官請黜方面及府縣等官一千二百一十九員、雜職一千二百六十五員……雲南參政黃東山，副使陳嵩，僉事胡榮……以罷軟或不謹俱冠帶閒住……